# UCI-BMX-Racing-Weltcup 2020
Beim UCI-BMX-Racing-Weltcup 2020, auch UCI-BMX-Supercross-Weltcup genannt, wurden durch die Union Cycliste Internationale die Weltcup-Sieger im BMX-Rennsport ermittelt. Die Durchführung der Serie wurde durch die Corona-Pandemie erheblich gestört. Die Rennen, die durchgeführt werden konnten, zählten als Qualifikation für das olympische BMX-Rennen von 2020, das letztlich im Juli 2021 stattfand.

## Termine
Die ursprüngliche Planung für den Weltcup war bereits Ende 2018 festgelegt worden und sah fünf Austragungsorte mit je zwei Rennen vor. Die Termine waren wie folgt:
- Shepparton: 1. und 2. Februar
- Bathurst: 8. und 9. Februar
- Manchester: 18. und 19. April
- Papendal: 2. und 3. Mai
- Rock Hill: 16. und 17. Mai

Von diesen fünf Wochenenden ging nur das erste ungestört über die Bühne. Das zweite Rennwochenende wurde wegen starker Winde abgebrochen. Zuvor hatten lediglich die Vorläufe der Männer am ersten Tag stattgefunden, deren Klassement anhand der dort erzielten Zeiten aufgestellt wurde. Die Corona-Pandemie erzwang dann zunächst den Aufschub der übrigen Runden. Das Rennen in Rock Hill wurde für November nochmals angesetzt, aber dann endgültig gestrichen. Die UCI erkannte die bis dahin in der Gesamtwertung führenden Connor Fields und Alise Willoughby als Weltcupsieger an.

## Männer
| # | Datum      | Ort        | Erster                            | Zweiter                           | Dritter                           |
| - | ---------- | ---------- | --------------------------------- | --------------------------------- | --------------------------------- |
| 1 | 1. Februar | Shepparton | Niek Kimmann                      | Anthony Dean                      | Izaac Kennedy                     |
| 2 | 2. Februar | Shepparton | Connor Fields                     | Carlos Ramírez                    | David Graf                        |
| 3 | 8. Februar | Bathurst   | Connor Fields                     | Kye Whyte                         | Corben Sharrah                    |
| 4 | 9. Februar | Bathurst   | aus Witterungsgründen abgebrochen | aus Witterungsgründen abgebrochen | aus Witterungsgründen abgebrochen |

Gesamtwertung
| Platz | Name           | Punkte |
| ----- | -------------- | ------ |
| 1     | Connor Fields  | 400    |
| 2     | Anthony Dean   | 300    |
| 3     | Carlos Ramírez | 265    |
| 4     | Sylvain André  | 230    |
| 5     | David Graf     | 220    |
| 6     | Corben Sharrah | 215    |

## Frauen
| # | Datum      | Ort        | Erste                             | Zweite                            | Dritte                            |
| - | ---------- | ---------- | --------------------------------- | --------------------------------- | --------------------------------- |
| 1 | 1. Februar | Shepparton | Alise Willoughby                  | Saya Sakakibara                   | Mariana Pajón                     |
| 2 | 2. Februar | Shepparton | Alise Willoughby                  | Felicia Stancil                   | Manon Valentino                   |
| 3 | 8. Februar | Bathurst   | aus Witterungsgründen abgebrochen | aus Witterungsgründen abgebrochen | aus Witterungsgründen abgebrochen |
| 4 | 9. Februar | Bathurst   | aus Witterungsgründen abgebrochen | aus Witterungsgründen abgebrochen | aus Witterungsgründen abgebrochen |

Gesamtwertung
| Platz | Name             | Punkte |
| ----- | ---------------- | ------ |
| 1     | Alise Willoughby | 300    |
| 2     | Saya Sakakibara  | 230    |
| 3     | Manon Valentino  | 190    |
| 4     | Felicia Stancil  | 185    |
| 5     | Lauren Reynolds  | 170    |
| 6     | Laura Smulders   | 155    |